# Долорес дел Рио
Долорес дел Рио (енгл. Dolores del Río; Дуранго, 3. август 1904 — Лагуна Бич, 11. април 1983) је била је једна од најпознатијих мексичких глумица, као и велика звезда холивудских немих филмова.